# 陈晖 (1965年)
陈晖（1965年—），女，汉族，湖南长沙人。文学博士。北京师范大学文学院中国现代文学研究所、中国儿童文学研究中心教授，博士生导师。

## 简历
1985年本科毕业于湖南师范大学中文系，1990、2001年先后于毕业北京师范大学中文系，分别获得儿童文学专业硕士、中国现代文学博士学位。
2001-2003在北京师范大学教育学院从事博士后研究。现为北京师范大学文学院中国现代文学研究所及中国儿童文学研究中心教授、博士生导师。

## 研究及成果
主要从事儿童文学理论及教育应用研究。
出版《通向儿童文学之路》《图画书的讲读艺术》等专著，主编《儿童的文学世界》（8册）、《文学宝贝计划》（3册）、《阅读世界儿童文学经典》等教材，编著《梦幻的国度》《经典绘本的欣赏与讲读》等多种儿童图画书阅读指导用书。
2001年以来，她和她指导的研究生团队致力于将儿童文学转化为中小学语文及幼儿园课程资源，创建儿童文学示范阅览室，在中小学校、幼儿园、家庭和社区开展儿童文学和图画书阅读实验，倡导并推动“中国儿童文学阅读推广计划”。
亦同时从事中国现代文学研究，有《张爱玲与现代主义》等专著。先后在《中国现代文学研究丛刊》《北京师范大学学报》等期刊发表研究论文二十余篇。